# Río Mackenzie
El río Mackenzie es un largo río de Canadá que fluye en dirección noroeste por el territorio de Territorios del Noroeste hasta desaguar en el mar de Beaufort, océano Ártico. Tiene una longitud de 1738 km, pero si se considera el sistema fluvial Mckenzie-Gran lago del Esclavo-de los Esclavos-de la Paz-lago Williston-Finlay alcanza los 4241 km convirtiéndolo en el segundo río más largo de Norteamérica —tras el Misisipi-Misuri— y el 12.º más largo del mundo.
El Mackenzie y sus tributarios drenan una gran cuenca de 1 805 200 km² y su caudal medio es 10 700 m³/s. Además del Gran lago de los Esclavos y del Williston, el Mckenzie drena otros muchos lagos: Athabasca, Gran lago del Oso, Grouard, Hottah, la Martre, Indin, Buffalo, Claire, Cree, Black, Scott, Selwyn, Wollaston, Pequeño lago de los Esclavos, Utikuma, Nonacho, Eileen, Artillery, Clinton-Colden, Aylmer y Mackay.

## Historia
Se cree que el valle del Mackenzie fue el camino que siguieron los pueblos prehistóricos durante la migración humana de Asia a Norteamérica inicial hace más de 10 000 años. Sin embargo, las pruebas arqueológicas de asentamientos humanos a lo largo del Mackenzie son escasas, a pesar de los esfuerzos de muchos investigadores. Muchos yacimientos arqueológicos han sido probablemente destruidos por las inundaciones, el hielo y el deshielo y la erosión. Los inuvialuit, kutchin y otros pueblos indígenas han vivido a lo largo del río durante miles de años; sin embargo, la evidencia más antigua de ocupación continua se remonta sólo a unos 1300-1400 años, en la comunidad gwich'in de Tsiigehtchic.
Ya a finales del siglo XVIII, el Mackenzie constituía la principal ruta hacia el interior septentrional de Canadá para los exploradores europeos. El explorador escocés Alexander MacKenzie recorrió el río con la esperanza de que condujera al océano Pacífico, pero en su lugar llegó a su desembocadura en el océano Ártico el 14 de julio de 1789. Existe una historia, probablemente apócrifa, según la cual Mackenzie lo bautizó con el nombre de "río Disappointment", pero finalmente recibió su nombre. Ningún europeo volvió a llegar a su desembocadura hasta Sir John Franklin el 16 de agosto de 1825 durante la expedición del río Mackenzie (1825-1827). Al año siguiente trazó la costa hacia el oeste hasta que quedó bloqueada por el hielo, mientras que John Richardson siguió la costa hacia el este hasta el río Coppermine. En 1849 William Pullen alcanzó el Mackenzie desde el estrecho de Bering.

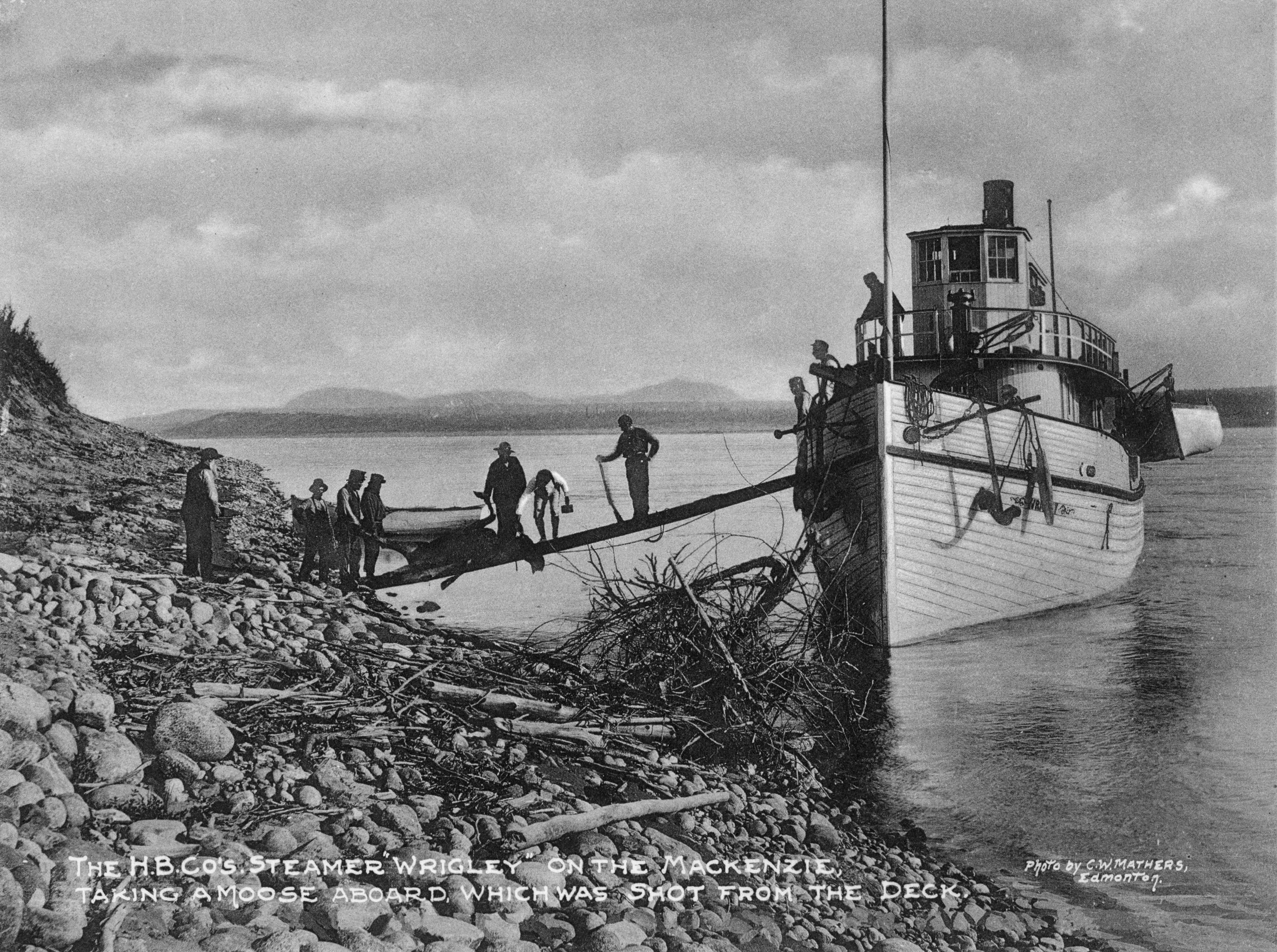
Barco de vapor Wrigley en el río Mackenzie, c. 1901

En las décadas siguientes, la Compañía del Noroeste estableció fuertes en el río, precursores de asentamientos actuales como Fort Simpson (antes Fort of the Forks). La cuenca del Mackenzie estaba repleta de castores y ratas almizcleras, por lo que se desarrolló un lucrativo comercio de pieles. Sin embargo, la brevedad del verano y las duras condiciones invernales limitaban las actividades de los tramperos. A finales del siglo XIX, Fort Simpson fue la sede regional de la Hudson's Bay Company. Los primeros cazadores de pieles eran nativos, pero a partir de la década de 1920 entraron en la región cada vez más cazadores europeos. Las poblaciones de castores y ratas almizcleras se redujeron drásticamente, sobre todo en los alrededores y al sur del Gran Lago de los Esclavos.
El misionero católico Henri Grollier fundó misiones en Fort Simpson, Fort Norman y Fort Good Hope entre 1858 y 1859.
A finales del siglo XIX y principios del XX, las epidemias de enfermedades introducidas por los europeos arrasaron las comunidades indígenas a lo largo del río, y miles de nativos perdieron la vida. En 1928, una gripe especialmente grave mató a uno de cada diez nativos del río Mackenzie. Fort Providence perdió el 20 % de su población, y algunos pueblos y campamentos más pequeños fueron completamente aniquilados.
El servicio de barcos de vapor en el río Mackenzie comenzó en la década de 1880, y el número de embarcaciones aumentó a principios del siglo XX, cuando la fiebre del oro de Klondike atrajo a una oleada de buscadores de oro al Yukón. El río Mackenzie era una de las principales rutas del interior septentrional, con barcos de popa que transportaban pasajeros, suministros domésticos y mercancías industriales desde el río Athabasca hasta el delta, aunque en algunas zonas, como los enormes rápidos del río Slave, era necesario el porteo. La ruta de los buscadores de oro partía de  Edmonton y seguía los ríos Athabasca, Slave y Mackenzie hasta el río Peel, remontando después el Peel y su afluente el río Rat hasta la cabecera del río Porcupine, que desemboca en el río Yukón. Muchos de los que intentaron el 3200 kilómetros (1988,4 mi) viaje murieron por el camino o dieron media vuelta antes de llegar al Yukón.
En la década de 1920 se descubrió petróleo en Norman Wells, lo que inició un periodo de industrialización en el valle del Mackenzie. Al principio, el petróleo se transportaba en barcos de vapor que abastecían a las minas y pueblos de todo el Territorio del Noroeste. La demanda aumentó cuando se descubrió oro en la orilla norte del Gran Lago de los Esclavos, lo que propició el asentamiento de Yellowknife y la apertura de varias minas en la zona. En la década de 1940, los barcos de vapor habían sido sustituidos por modernas embarcaciones propulsadas por gas y diésel, que siguen surcando el río en la actualidad. Durante la Segunda Guerra Mundial el petróleo bombeado en Norman Wells se enviaba a Fairbanks, Alaska a través del 1000 kilómetros (621,4 mi) por el oleoducto Canol. El oleoducto fue considerado un "fiasco", ya que superó cinco veces el presupuesto y perdió hasta un 20 % del petróleo debido a una construcción deficiente. Sólo funcionó durante trece meses, cerrándose en 1945. En la actualidad quedan muchos equipos abandonados a lo largo del corredor; parte de la ruta del oleoducto ha sido designada Canol Heritage Trail. En 1964, el Mackenzie Northern Railway (ahora filial de CN) llegó a la orilla del Gran Lago de los Esclavos, para dar servicio a la nueva mina de zinc Pine Point, cerca de Hay River. Aunque la mina cerró en 1988, el ferrocarril sigue siendo un importante enlace de transporte entre la vía fluvial del río Mackenzie y el resto de Canadá.

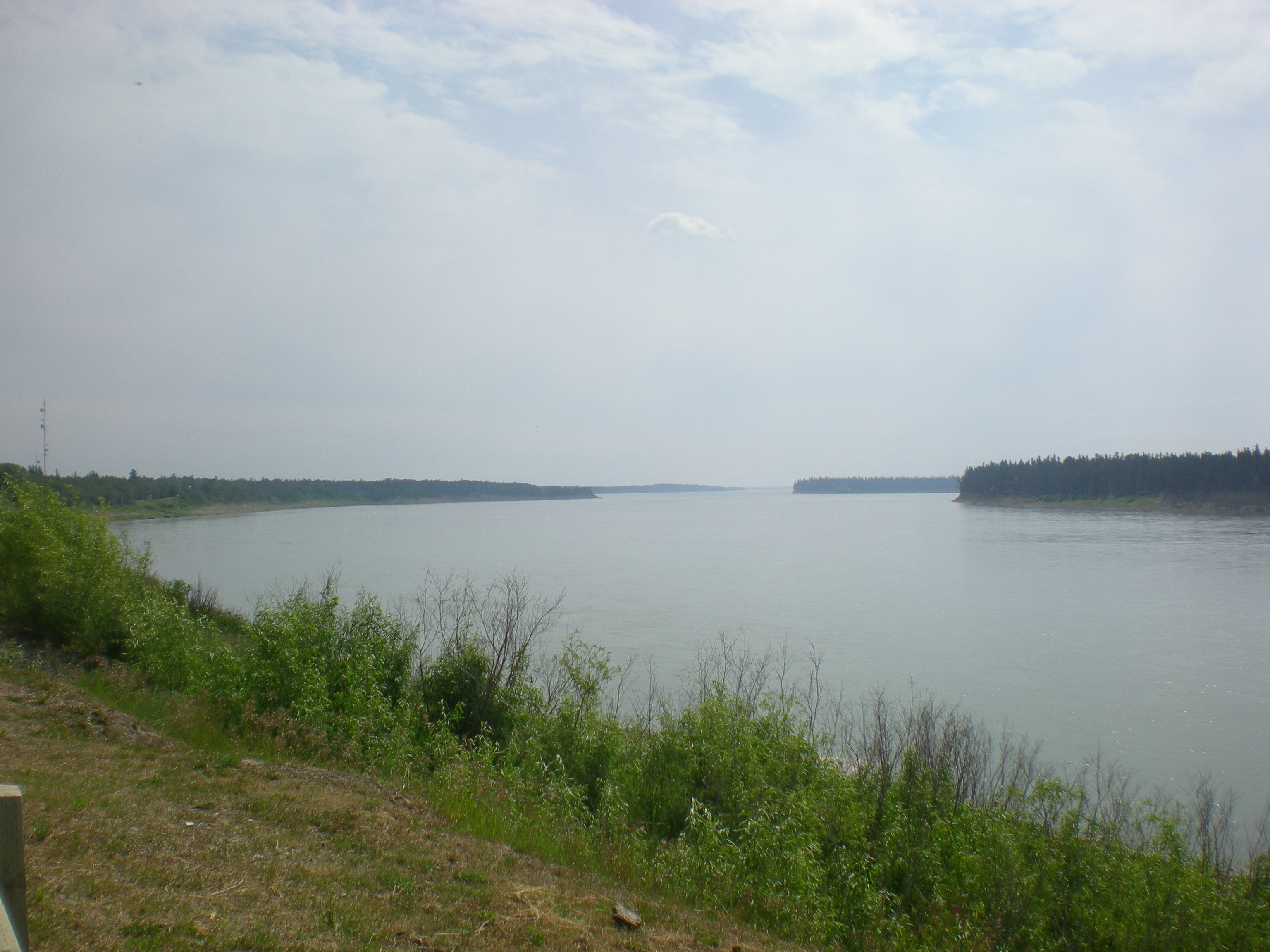
Río Mackenzie cerca de su cabecera en Fort Providence

En la década de 1950, el Cuerpo de Ingenieros del Ejército de los Estados Unidos propuso la Alianza Norteamericana de Agua y Energía (NAWAPA, por sus siglas en inglés), una vasta serie de presas, túneles y embalses diseñados para trasladar 150 km³ de agua desde el norte de Canadá hasta el sur de Canadá, el oeste de Estados Unidos y México. El sistema consistiría en construir enormes presas en los ríos Liard, Mackenzie, Peace,  Columbia y  Fraser y bombear el agua a un embalse de 650 km de longitud en la fosa de las Montañas Rocosas. El agua fluiría entonces por gravedad para regar más de 220 000 km² en los tres países y generar más de 50 000 MW de energía excedentaria. Los proyectos nunca se construyeron debido al enorme coste y al impacto medioambiental.
En 1989, la Real Casa de la Moneda de Canadá conmemoró el bicentenario del nombre del río Mackenzie con la emisión de un dólar conmemorativo de plata.
En 1997, un paisaje cultural a lo largo de la sección del río Mackenzie en Tsiigehtchic fue designado  Sitio Histórico Nacional de Canadá debido a su importancia cultural, social y espiritual para el pueblo Kutchin.
En 2008, investigadores canadienses y japoneses extrajeron un flujo constante de gas natural de un proyecto de prueba en el yacimiento de hidrato de metano de Mallik, en el delta del Mackenzie. Se trataba de la segunda perforación de este tipo en Mallik: la primera tuvo lugar en 2002 y utilizó calor para liberar metano. En el experimento de 2008, los investigadores lograron extraer gas bajando la presión, sin calentamiento, lo que requirió mucha menos energía. El yacimiento de hidratos de gas de Mallik fue descubierto por primera vez por Imperial Oil en 1971-1972.
En la lengua dene, de la tribu de los dene, el río se llama Deh Cho'Gath.
El Mackenzie (anteriormente río Disappointment, «río Decepción») fue nombrado en honor del explorador británico Alexander MacKenzie, que recorrió el río mientras intentaban llegar al océano Pacífico en 1789. La Royal Canadian Mint festejó el 200.º aniversario del nombramiento del río con la emisión de un dólar conmemorativa de plata en 1989.
Desde 1880 hasta la década de 1940 navegaron en el río barcos de vapor.

## Geografía
El río Mackenzie nace en el Gran Lago del Esclavo y fluye principalmente de sudeste a noroeste, por el noroeste de Canadá, recorriendo las regiones de Inuvik y de Fort Smith, en los Territorios del Noroeste. Sus cabeceras, los ríos Liard, el Peace y el Athabasca, riegan una región de llanuras boscosas situadas en el nordeste de la Columbia Británica y el norte de Alberta. Después de pasar el Gran Lago del Esclavo, el Mackenzie propiamente dicho recibe por la derecha algunos ríos cortos procedentes del escudo Canadiense, y por la izquierda los cursos que descienden de las montañas Rocallosas (o Rocosas) septentrionales. El Gran Lago del Oso y el lago Athabasca pertenecen también al sistema. Después de atravesar los Territorios del Noroeste, desemboca formando un delta en el mar de Beaufort, en el océano Glacial Ártico.

### Afluentes
El río Mackenzie tiene como principales tributarios son, en dirección río arriba, los siguientes ríos y lagos:
- río Peel, por la margen derecha, con una longitud de 684 km y una cuenca de 73 600 km²;
- río Arctic Red, por la margen derecha, con una longitud de 499 km y una cuenca de 23 200 km²;
- río Great Bear, por la margen izquierda, que drena el Gran Lago del Oso, con una longitud de 113 km y una cuenca de 156 500 km²;
- río Liard, por la margen derecha, con una longitud de 1115 km y una cuenca de 277 100 km². A su vez, tiene como afluentes a los ríos South Nahanni (563 km), Fort Nelson (517 km hasta la fuente del río Sikanni Chief) y Petitot (404 km);
- Gran Lago del Esclavo, su fuente, que a su vez tiene como principales afluentes los siguientes ríos:

- río Hay, con una longitud de 702 km;
- río Taltson;
- río del Esclavo (Slave River) (hasta la fuente del gran lago Athabasca) (415 km). Tiene como principales afluentes:

- río Peace, con una longitud de 1923 km (incluyendo al río Finlay), y que tiene como afluentes a los ríos Wabasca, Smoky (402 km) y Finlay (402 km);
- río Athabasca (1231 km), la cabecera más lejana del sistema.

## Paisaje
El río Mackenzie recorre regiones cubiertas por el bosque de coníferas boreal y escasamente pobladas con espectaculares paisajes naturales; tiene un régimen nival que provoca grandes inundaciones en la época del deshielo. Durante todo su recorrido el desnivel total del río es de solo 156 m, por lo que la anchura del cauce es considerable, con una media de 3,2 kilómetros.

## Importancia del río
El río es navegable en todo su curso, habitualmente, durante cinco meses al año, desde junio a octubre, cuando empieza a helarse (el hielo comienza a descongelar en el mes de mayo). Durante los meses en que el río permanece helado, varios tramos se utilizan como vía rodada, las conocidas vías de hielo.

## Geología
Hasta el último máximo glacial, hace unos 30.000 años, la mayor parte del norte de Canadá estaba enterrada bajo la enorme capa de hielo continental del Laurentide. El tremendo poder erosivo del Laurentide y sus predecesores, en su máxima extensión, sepultó completamente lo que hoy es la cuenca del Mackenzie bajo miles de metros de hielo y aplanó las partes orientales de la cuenca. Cuando la capa de hielo retrocedió por última vez, dejó un lago postglacial de 1.100 km de longitud, el lago McConnell, del que quedan los lagos Great Bear, Great Slave y Athabasca.
El actual río Mackenzie es muy joven en términos geológicos: su cauce se formó en un periodo de no más de varios miles de años a medida que la capa de hielo se retiraba. Antes de las glaciaciones, sólo el afluente del río Peel fluía por lo que hoy es el delta del Mackenzie hacia el océano Ártico. Los demás afluentes del Mackenzie se combinaban en el "río Bell", que fluía hacia el este hasta la bahía de Hudson. Durante la glaciación, el peso de la capa de hielo deprimió el terreno del norte de Canadá hasta tal punto que, cuando el hielo se retiró, el sistema del Mackenzie fue capturado hacia elevaciones más bajas en el noroeste, estableciendo la actual dirección del flujo hacia el Ártico.
Los depósitos fluviales y otros indicios de erosión indican que hacia el final del Pleistoceno, hace unos 13.000 años, el canal del Mackenzie fue arrasado por una o varias inundaciones masivas de lagos glaciares desencadenadas por el lago Agassiz, formado por el deshielo al oeste de los actuales Grandes Lagos. Se cree que este fenómeno perturbó las corrientes del océano Ártico y provocó un cambio brusco de temperatura de 1.300 años de duración, el llamado Younger Dryas.
El Mackenzie arrastra una gran carga de sedimentos, transportando unos 128 millones de toneladas al año a su delta. El río Liard por sí solo representa el 32% del total, y el río Peel alrededor del 20%. Básicamente, todos los sedimentos son aportados por las zonas situadas aguas abajo de Fort Providence, ya que los sedimentos de aguas arriba quedan atrapados en el Great Slave Lake.

## Importancia económica
Los ríos de Norteamérica son uno de los principales motivos para que el turista quiera visitar ciertos destinos turísticos y pueda disfrutar así de todas las actividades que ofrece. El delta del río Mackenzie es el hábitat de muchas especies animales, sobre todo de aves migratorias. También ofrece un hábitat para la migración de gansos de nieve, cisnes de la tundra, y Brant, así como hábitat de reproducción para otras aves acuáticas. El estuario es una zona usada por la ballena Beluga para dar a luz. Se caracteriza por ser uno de los mejores lugares del mundo para practicar turismo ornitológico.